# Свети Архангел Михаил (Спанчево)
Вижте пояснителната страница за други значения на Свети Архангел Михаил.
„Свети Архангел Михаил“ (на македонска литературна норма: „Свети Архангел Михаил“) е възрожденска православна църква в кочанското село Спанчево, източната част на Северна Македония. Част е от Брегалнишката епархия на Македонската православна църква – Охридска архиепископия.

## История
Църквата е стара. Обновявана е в 1874, 1934 и 1988 година. Иконите са от XIX век, дело на дебърския майстор Исая Джиков и неизвестни автори. Част от тях, както и царските двери са на Николай Михайлов.